# Női 100 méteres hátúszás az 1970-es úszó-Európa-bajnokságon
Az  1970-es úszó-Európa-bajnokságon a női 100 méteres hátúszás selejtezőit szeptember 5-én, a döntőt szeptember 6-án rendezték. A versenyszámban 23-an indultak. A győztes, a szovjet Tinatin Lekveisvili a döntőben Európa-csúcsot úszott.
A magyar színeket Gyarmati Andrea képviselte, aki az országos csúccsal azonos idővel ezüstérmet szerzett.

## Rekordok
|              | Név                             | Nemzet                       | Idő    | Helyszín        | Dátum                              |
| ------------ | ------------------------------- | ---------------------------- | ------ | --------------- | ---------------------------------- |
| Világcsúcs   | Karen Muir                      | Dél-Afrika                   | 1:05,6 | Utrecht         | 1969. július 6.                    |
| Európa-csúcs | Christine Caron Gyarmati Andrea | Franciaország · Magyarország | 1:07,9 | Tokió Kecskemét | 1964. október 14. 1970. április 3. |

A versenyen új rekord született:
| Európa-csúcs | döntő | Tinatin Lekveisvili | Szovjetunió | 1:07,8 | Barcelona | szeptember 6. |

## Eredmények
A rövidítések jelentése a következő:
| - Q: továbbjutás időeredmény alapján - ECR: Európa-bajnoki rekord | - ER: Európa-rekord - NR: országos rekord |

### Selejtezők
| Helyezés | Futam | Név                  | Nemzet             | Idő    | Megj. |
| -------- | ----- | -------------------- | ------------------ | ------ | ----- |
| 1.       | 3     | Gyarmati Andrea      | Magyarország       | 1:08,3 | Q     |
| 2.       | 2     | Angelika Kraus       | NDK                | 1:09,3 | Q     |
| 2.       | 2     | Marianne Vermaat     | Hollandia          | 1:09,3 | Q     |
| 4.       | 1     | Ljubov Komarova      | Szovjetunió        | 1:09,4 | Q     |
| 5.       | 2     | Jacobje Buter        | Hollandia          | 1:09,5 | Q     |
| 5.       | 2     | Sylvia Platt         | Egyesült Királyság | 1:09,5 | Q     |
| 7.       | 3     | Tinatin Lekveisvili  | Szovjetunió        | 1:09,7 | Q     |
| 7.       | 3     | Eva Folkesson        | Svédország         | 1:09,7 | Q, NR |
| 9.       | 2     | Karin Bormann        | NSZK               | 1:10,0 |       |
| 10.      | 1     | Barbara Hofmeister   | NDK                | 1:10,4 |       |
| 11.      | 1     | Wendy Burrell        | Egyesült Királyság | 1:10,7 |       |
| 11.      | 1     | Zdenka Gašparač      | Jugoszlávia        | 1:10,7 |       |
| 11.      | 1     | Susanne Neisner      | Svájc              | 1:10,7 | NR    |
| 14.      | 3     | Susanne Hilger       | NDK                | 1:11,0 |       |
| 15.      | 3     | Vera Kubkova         | Csehszlovákia      | 1:11,4 |       |
| 16.      | 1     | Berit Hafstad        | Norvégia           | 1:11,7 | NR    |
| 17.      | 1     | Baranyi Judit        | Magyarország       | 1:11,8 |       |
| 18.      | 2     | Gordana Pilić        | Jugoszlávia        | 1:12,6 |       |
| 19.      | 3     | Ewa Kobielska        | Lengyelország      | 1:13,4 |       |
| 19.      | 2     | Szvetoszara Ignatova | Bulgária           | 1:13,4 |       |
| 21.      | 3     | Christine Fulcher    | Írország           | 1:16,7 |       |
| 22.      | 2     | Vasziliki Eliopulu   | Görögország        | 1:16,9 |       |
| 23.      | 1     | Argiri Berisztianu   | Görögország        | 1:18,1 |       |

### Döntő
| Helyezés | Pálya | Név                 | Nemzet             | Idő    | Megj. |
| -------- | ----- | ------------------- | ------------------ | ------ | ----- |
|          | 1     | Tinatin Lekveisvili | Szovjetunió        | 1:07,8 | ER    |
|          | 4     | Gyarmati Andrea     | Magyarország       | 1.07,9 |       |
|          | 2     | Jacobje Buter       | Hollandia          | 1:08,5 | NR    |
| 4.       | 8     | Eva Folkesson       | Svédország         | 1:09,2 | NR    |
| 5.       | 5     | Angelika Kraus      | NDK                | 1:09,2 |       |
| 6.       | 3     | Marianne Vermaat    | Hollandia          | 1:09,7 |       |
| 7.       | 7     | Sylvia Platt        | Egyesült Királyság | 1:09,9 |       |
| 8.       | 6     | Ljubov Komarova     | Szovjetunió        | 1:09,9 |       |